# Sent Meard de Moissida
Sent Meard de Moissídan (en francès Saint-Médard-de-Mussidan) és un municipi francès situat al departament de la Dordonya i a la regió de la Nova Aquitània.

## Demografia
| 1962                                       | 1968  | 1975  | 1982  | 1990  | 1999  | 2007  |
| ------------------------------------------ | ----- | ----- | ----- | ----- | ----- | ----- |
| 1.153                                      | 1.327 | 1.540 | 1.644 | 1.600 | 1.514 | 1.643 |
| Des de 1962: població sense dobles comptes |       |       |       |       |       |       |

## Administració
| Període | Identitat       | Partit |
| ------- | --------------- | ------ |
| 1989-   | Michel Florenty | PCF    |